# Diocesi di Acque di Mauritania
La diocesi di Acque di Mauritania (in latino Dioecesis Aquensis in Mauretania) è una sede soppressa e sede titolare della Chiesa cattolica.

## Storia
Acque di Mauritania, corrispondente a Hammam Righa nell'odierna Algeria, è un'antica sede episcopale della provincia romana della Mauritania Cesariense.
A differenza di Morcelli, Mesnage attribuisce a questa sede un solo vescovo, Gennaro, che fu tra i prelati cattolici convocati a Cartagine dal re vandalo Unerico nel 484. Gli altri vescovi di cui parla Morcelli apparterrebbero invece ad altre sedi Aquensis.
Dal 1933 Acque di Mauritania è annoverata tra le sedi vescovili titolari della Chiesa cattolica; dal 12 gennaio 2025 il vescovo titolare è Filippo Ciampanelli, sottosegretario del Dicastero per le Chiese orientali.

## Cronotassi

### Vescovi
- Gennaro † (menzionato nel 484)

### Vescovi titolari
- Bruno Maldaner † (15 aprile 1966 - 27 maggio 1971 nominato vescovo di Frederico Westphalen)
- Jean Pierre Marie Orchampt † (14 giugno 1971 - 5 luglio 1974 nominato vescovo di Angers)
- Cándido Genaro Rubiolo † (4 settembre 1974 - 15 aprile 1977 nominato vescovo di Villa María)
- Rodolfo Bufano † (16 maggio 1978 - 27 marzo 1980 nominato vescovo di Chascomús)
- Ferdinand Joseph Fonseca † (28 marzo 1980 - 2 ottobre 2015 deceduto)
- Pedro Manuel Salamanca Mantilla (7 novembre 2015 - 21 aprile 2022 nominato vescovo di Facatativá)
- Baldassare Reina (27 maggio 2022 - 7 dicembre 2024 nominato cardinale presbitero di Santa Maria Assunta e San Giuseppe a Primavalle)
- Filippo Ciampanelli, dal 12 gennaio 2025